# Oleška (vojenský újezd Hradiště)
Oleška (německy Olleschau) je zaniklá vesnice v okrese Karlovy Vary v Karlovarském kraji. Stávala v Doupovských horách na úpatí vrchu Huseň v nadmořské výšce 520 metrů, asi tři kilometry severozápadně od Doupova ve vojenském újezdu Hradiště.

## Název
Název vesnice je odvozen ze slova olše a jeho nejstarší tvar byl Olšová, ale už první písemné zprávy jej obsahují v poněmčené podobě. Pozdější tvary vycházejí z tvaru Oleška nebo Olešek, které odkazují na vodní tok mezi olšemi. Název se v historických pramenech objevuje ve tvarech: Elscowe (1196), Olesku (1386), Olessek (1388), w Wolesskach (1518), Wolesskach (1528), w Wolesscze (1544), Olitschau (1563), Ollischau (1573), Olischau (1631), Ollessaw a Ollyssaw (1654), Olleschau (1785, 1847) a Oleška nebo Olleschau (1854).

## Historie
První písemná zmínka o vesnici pochází z roku 1196, kdy ji vladyka Milhost z Mašťova daroval jím založenému mašťovskému klášteru. Brzy poté vypukly spory mezi mnichy a Milhostem, a mniši proto z Mašťova odešli a založili osecký klášter, kterému připadla i Oleška. Roku 1401 je zmiňován Mikuláš z Olešky, jenž měl své sídlo na zdejší tvrzi. Na konci patnáctého století došlo k dělení majetku mezi potomky Johany ze Žďáru. Oleška byla v této době rozdělena na dvě části – první s tvrzí zůstala u Žďáru, druhá byla připojena k Doupovu. Roku 1518 pak Jetřich Žďárský ze Žďáru prodal žďárskou část vsi, tvrz a poplužní dvůr svému příbuznému Žibřidovi Žďárskému ze Žďáru. Roku 1546 se majitelem doupovského dílu Olešky stal hrabě Hugo z Leisneku. Tvrz v Olešce zanikla nejspíš za třicetileté války, ale její zbytky byly údajně patrné ještě roku 1810, kdy sloužily jako zdroj stavebního materiálu. Během války v roce 1625 vesnici postihla morová epidemie, při které ve vsi zemřelo čtyřicet lidí.
Rozdělení vesnice mezi dvě panství přetrvalo až do zrušení patrimoniální správy. Podle díla Johanna Gottfrieda Sommera z roku 1847 v Olešce žilo 299 obyvatel v 59 domech, z nichž 23 patřilo k Doupovu, zatímco ostatní náležely ke Žďáru. K doupovskému panství patřila také cihelna, hospoda a mlýny Neumühle a Themelmühle. Sídlem farnosti byl Doupov. Školu měla Oleška od roku 1829, ale pravidelné vyučování začalo až v roce 1884, kdy obec nechala postavit novou budovu pro dvě třídy. Stará školní budova byla přestavěna na hostinec. Dne 2. srpna 1830 v Olešce vypukl velký požár, při kterém shořela čtvrtina vesnice. Díky čtyřem zdejším cihelnám byly škody rychle opraveny. Dopravní spojení se světem zlepšila železniční zastávka na trati Vilémov–Doupov.
Ve třicátých letech dvacátého století v Olešce fungoval mlýn, dva hostince, dva obchody s potravinami, obchod s uhlím a trafika. Řemeslo provozovali pekař, švec, truhlář, tři krejčí, dva řezníci, dva kováři a dvě švadleny. Jeden z hostinců s dvaceti pokoji, přepřahací stanicí a konírnou pro dvacet koní v roce 1937 vyhořel. Po druhé světové válce byli vysídleni původní obyvatelé. Do vyprázdněné vesnice se přistěhovalo 99 nových osídlenců, takže v roce 1947 zde žilo 99 obyvatel.
Oleška zanikla vysídlením v důsledku zřízení vojenského újezdu během první etapy rušení sídel. Úředně byla zrušena k 15. červnu 1953.

## Přírodní poměry
Oleška stávala na rozhraní katastrálních území Doupov u Hradiště a Žďár u Hradiště v okrese Karlovy Vary, asi tři kilometry severozápadně od Doupova a sedm kilometrů západně od Kadaňského Rohozce. Nacházela se v nadmořské výšce okolo 520 metrů na severovýchodním úpatí vrchu Huseň (762 metrů) u drobného přítoku Dolinského potoka, který se jihovýchodně od vsi vlévá do Liboce. Oblast leží v centrální části Doupovských hor, konkrétně v jejich okrsku Jehličenská hornatina. Půdní pokryv tvoří kambizem eutrofní. Původní katastrální území vesnice měřilo 559 hektarů, z čehož pole tvořila 367 hektarů.
V rámci Quittovy klasifikace podnebí Oleška stála v mírně teplé oblasti MT3, pro kterou jsou typické průměrné teploty −3 až −4 °C v lednu a 16–17 °C v červenci. Roční úhrn srážek dosahuje 600–750 milimetrů, počet letních dnů je 20–30, počet mrazových dnů se pohybuje mezi 160–160 a sněhová pokrývka zde leží 60–100 dnů v roce.

## Obyvatelstvo
Při sčítání lidu v roce 1921 zde žilo 359 obyvatel (z toho 176 mužů), z nichž bylo 355 Němců a čtyři cizinci. Všichni se hlásili k římskokatolické církvi. Podle sčítání lidu z roku 1930 měla vesnice 334 obyvatel: šest Čechoslováků, 327 Němců a jednoho cizince. Kromě šesti evangelíků byli členy římskokatolické církve.
|           | 1869 | 1880 | 1890 | 1900 | 1910 | 1921 | 1930 | 1950 |
| --------- | ---- | ---- | ---- | ---- | ---- | ---- | ---- | ---- |
| Obyvatelé | 352  | 382  | 385  | 398  | 369  | 359  | 334  | 97   |
| Domy      | 61   | 62   | 63   | 63   | 64   | 65   | 64   | 47   |

## Obecní správa
Po zrušení patrimoniální správy se Oleška stala roku 1850 obcí, ke které byly připojeny osady Kozlov (v roce 1868), Pastviny a Žďár (oboje v roce 1945).

## Pamětihodnosti
- Kaple svatého Václava
- Pomník císaře Josefa II. z roku 1888